# Долгоруков Олександр Миколайович
Князь Олекса́ндр Микола́йович Долгору́ков (27 грудня 1872, Санкт-Петербург, Російська імперія — 17 січня 1948, Рабат, Марокко) — російський військовик, генерал-лейтенант, учасник російсько-японської та Першої світової війн. Головнокомандувач Збройних сил Української Держави гетьмана Павла Скоропадського. Політичний емігрант.

## Життєпис
Народився 27 грудня 1872 року в Санкт-Петербурзі. Походив із давнього дворянського роду князів Долгорукових.
Закінчив 2-ге Костянтинівське військове училище, Пажеський корпус, служив у Кавалергардському полку.
У 1896—1899 роках навчався на мовних курсах Азійського департаменту Міністерства закордонних справ, де вивчав турецьку, арабську та фарсі. По завершенню навчання рік служив при російському посольстві в Константинополі.
1903 року вступив до Академії Генерального штабу, яку закінчив за два роки.
Під час російсько-японської війни 1904—1905 років командував сотнею 2-го Читинського козацького полку Забайкальського козачого війська. У серпні дістав бойове поранення, однак згодом повернувся на фронт.
1912 року отримав звання генерал-майора і став командиром Кавалергардського полку.
З початком у 1914 році Першої світової війни очолив 3-тю Донську козачу дивізію, якою командував у 1914—1915 та 1916—1917 роках. У серпні 1914 року брав участь у битві при Гумбіннені. 1917 року очолив 1-й Кінний корпус та отримав звання генерал-лейтенанта.
На початку 1918 року, побоюючись арешту більшовиками, Долгоруков виїхав в Україну, де у квітні того ж року владу захопив гетьман Павло Скоропадський, що служив з ним під час російсько-японської війни в одному полку. У жовтні вступив до лав української армії. 26 листопада 1918 року призначений головнокомандувачем Збройних сил Української Держави замість ультраправого діяча, монархіста графа Федора Келлера. Гетьман Скоропадський про його призначення у своїх спогадах писав:
|  | Келлер пішов, але мені не можна вже було різко міняти курс. Доводилося взяти людину поки що з того самого табору. Я запросив мого товариша і по корпусу, і по полку, князя Долгорукова. Долгоруков, також дуже правих переконань, мало не член якоїсь правої організації, а втім був людина, яку я знав і з якою можна було домовитися. Я дивився на нього як на тимчасового діяча і планував з першої ж нагоди знищити головнокомандування, звести все це на посаду просто командувача армії. |

Долгоруков був призначений головнокомандувачем в умовах Антигетьманського повстання. Призначення Долгорукова було відповіддю на дії Федора Келлера, який намагався перебрати на себе всю повноту влади й у подальшому організувати монархістський переворот проти гетьмана. Скоропадський сподівався, що з Долгоруковим йому буде легше домовитися та співпрацювати.
Під час перебування на посаді головнокомандувача генерал-лейтенант Долгоруков намагався підпорядкувати собі добровольчі загони, що формувалися в Україні з метою подальшого вступу до Добровольчої армії Антона Денікіна. Для цього Долгоруков вдався до арешту генерал-лейтенанта Петра Ломновського, що, виконуючи вказівки Денікіна, перешкоджав виступам сформованих загонів на боці гетьманського уряду.
Після захоплення Києва військами Директорії Долгоруков виїхав із залишками німецьких військ до Німеччини. У вересні 1919 року він долучився до білого руху, очоливши 4-ту дивізію Північно-Західної армії, що вела бойові дії в Естонії та поблизу Петрограда. Після поразки армії оселився в Ревелі, де того ж року брав участь у діяльності Міжнародної антибільшовицької ліги.
1921 року переїхав до Франції. Того ж року взяв участь у російському монархічному з'їзді в місті Бад-Райхенгалль у Німеччині. Читав лекції на політичні теми в Російському клубі.
У 1924—1929 роках проживав у Бельгійському Конго, працюючи в Міжнародному товаристві конголезьких лісів та рудників.
1929 року переїхав до Марокко. Там спершу працював у фірмі «Office Chérifien des Phosphates», а згодом влаштувався бухгалтером у компанії «Omnium d'Entreprises». У 1932—1938 роках очолював марокканський відділ Російської загальновійськової спілки.
Помер у місті Рабат, столиці Марокко, 17 січня 1948 року.

## Родина
1897 року одружився із Софією Михайлівною Устіновою (1876—1951). У шлюбі народилося двоє дітей:
- Микола — розстріляний більшовиками в Києві 26 січня 1918 року[6];
- Марія (1901—1981).

## Нагороди
- Орден Святої Анни IV ступеня з написом «За храбрость» (1904)
- Орден Святого Станіслава III ступеня з мечами і бантом (1904)
- Орден Святого Станіслава II ступеня с мечами (1905)
- Орден Святох Анни II ступеня з мечами (1905)
- Орден Святого Володимира IV ступеня з мечами і бантом (1905)
- Орден Святого Володимира III ступеня (1913)
- Орден Святого Георгія IV ступеня (1914)
- мечі до ордена Святого Володимира III ступеня (1914)
- Орден Святого Володимира II ступеня (1915)
- Орден Святого Станіслава I ступеня з мечами (1915)
- Георгіївська зброя (1916)